# Ximena Sariñana
Ximena Sariñana Rivera (née le 29 octobre 1985 à Guadalajara, Mexique) est une chanteuse et actrice mexicaine pour le cinéma et la télévision.

## Biographie
Elle a débuté au cinéma à l'âge de 9 ans dans Hasta morir de son père Fernando Sariñana, puis a interprété des rôles de jeunes filles dans des telenovelas avant de revenir sur grand écran. Elle chante dans le groupe de musique Feliz No cumpleaños (Joyeux Non Anniversaire) qui sort l'album La Familia Feliz en septembre 2006. Ximena participe parfois aux bandes originales des films dans lesquels elle joue, comme Amar te duele et Amor Xtremo.
Elle a été jurée dans les émissions La Voz... México et México tiene talento .

## Discographie
- 2008: Mediocre
- 2011: Ximena Sariñana
- 2014: No todo lo puedes dar
- 2019: ¿Dónde bailarán las niñas?
- 2021: Amor Adolescente

## Filmographie

### Au cinéma
- 1994 : Hasta morir de Fernando Sariñana
- 1999 : Todo el poder de Fernando Sariñana
- 2001 : El Segundo aire de Fernando Sariñana
- 2002 : Amar te duele de Fernando Sariñana
- 2005 : De paso de Tomas Farkas
- 2006 : Amor xtremo de Chava Cartas
- 2007 : Año uña de Jonás Cuarón
- 2007 : Dos abrazos d'Enrique Begne
- 2007 : El Brassier de Emma de Marisa Sistach
- 2007 : Niñas Mal de Fernando Sariñana
- 2008 : Enemigos íntimos de Fernando Sariñana

### À la télévision
- 1996 : Luz Clarita de Pedro Damián
- 1997 : María Isabel
- 1998 : Gotita de amor
- 2020 : La casa de las flores : Carmela Villalobos (jeune) (3 épisodes)